# الفتح بن علي البنداري
الفتح بن عليّ البُنداري (586 - 643 هـ / 1190 - 1245 م) مترجم الشاهنامة، أديب بالعربية والفارسية.
هو أبو إبراهيم الفتح بن علي بن محمد البُنداري الأصفهاني، والبنداري لفظة أعجمية أصلها «بن دار» بمعنى صاحب الثروة، وهو التاجر الذي يخزن البضائع للغلاء ثم يبيعها. ولد ونشأ بأصفهان، وانتقل إلى دمشق سنة 614 هـ فاستمر فيها إلى أن توفي.

## آثاره
من آثاره:
- ترجم «الشاهنامة» عن الفارسية، حققه المصري عبد الوهاب عزام.[3] وطبعت في مجلدين بالقاهرة سنة 1350 هـ.[4]
- «تاريخ بغداد» - طبع بتحقيق عارف أحمد عبد الغني.
- «زبدة النصرة» المعروف باسم «تواريخ آل سلجوق»، اختصره من كتاب نصرة الفترة لعماد الدين الكاتب.
- «سنا البرق الشامي» ، وهو مختصر كتاب «البرق الشامي» للعماد الكاتب أيضا.[1]